# Josh Klinghoffer
Josh Adam Klinghoffer (Brooklyn, Nueva York; 3 de octubre de 1979) es un músico multiinstrumentista y productor estadounidense, principalmente reconocido por haber sido guitarrista de la banda de rock Red Hot Chili Peppers desde 2009 al 2019, con quienes grabó dos álbumes de estudio, I'm with You (2011) y The Getaway (2016), y la compilación de B-sides I'm Beside You (2013). Klinghoffer tomó el lugar de su amigo y frecuente colaborador, John Frusciante, en el 2009, después de un periodo como miembro de giras. Klinghoffer fue inducido al Rock and Roll Hall of Fame con los Red Hot Chili Peppers en 2012 con 32 años de edad, convirtiéndose en el miembro vivo más joven en entrar al Salón de la Fama hasta ese momento, superando a Stevie Wonder.
Como solista, Klinghoffer trabaja bajo el seudónimo Pluralone. Ha lanzado tres discos de estudio, To Be One with You (2019), I Don't Feel Well (2020) y This Is the Show (2022), además de múltiples sencillos y EPs con b-sides. En sus proyectos como solista, Klinghoffer tiende a escribir todas las letras y música, ocasionalmente con artistas invitados como Jack Irons, Flea y Eric Avery.
En 2020, Klinghoffer se uniría a Pearl Jam como músico de sesión, tocando la guitarra, percusiones adicionales y coros, como soporte en su gira promocional del álbum Gigaton (2020), la cual se postpuso debido a la pandemia del COVID-19. En el 2022, se unió a la producción del nuevo disco de solista de Eddie Vedder, Earthling (2022), así como en múltiples presentaciones en vivo promocionando el álbum. Ese mismo año, Klinghoffer apoyó con guitarras adicionales a Jane's Addiction, asistiendo a Troy Van Leeuwen quien cubría al guitarrista Dave Navarro, quien padecía de afectaciones largas tras un contagio por COVID-19. Poco después, se confirmó que Klinghoffer estará cubriendo a Navarro en la gira que la banda tendrá en el 2023.
Adicionalmente, Klinghoffer lidera la banda de rock alternativo Dot Hacker, y ha sido miembro de las bandas The Bicycle Thief, Ataxia y Warpaint. También ha estado de gira y colaborado con otros artistas como Gnarls Barkley, Beck, Butthole Surfers, John Frusciante, Golden Shoulders, Jon Brion, Neon Neon, PJ Harvey, Sparks, That Dog, Thelonious Monster, Martyn LeNoble, The Insects, The Format y Vincent Gallo.

## Biografía

### Primeros años
Klinghoffer ha estado involucrado en la música desde una edad muy temprana, recibiendo lecciones de piano en su hogar y participando en campamentos de música. Fue en uno de esos campamentos donde conoció a Dan Elkan, con quien más tarde tocaría en Golden Shoulders. También en uno de esos campamentos, precisamente uno perteneciente al judaísmo, conoció a Alan Steizel, de Pragma, quien impresionó al joven Josh con su técnica de batería y le enseñó a tocar en muy pocos meses. Aprendió a tocar la guitarra de forma autodidacta con los discos de Red Hot Chili Peppers y Pearl Jam, y más tarde diría que se animó a formar una banda escuchando Radiohead. Dejó los estudios de educación escolar a los 15 años. Su primer trabajo fue en Tempo Records en Northridge, del cual fue despedido por insubordinación. Más tarde encontró trabajo en un pequeño sello discográfico.

### John Frusciante
La primera experiencia de Klinghoffer en un estudio de grabación fue en 1999 con la banda de Bob Forrest The Bicycle Thief, donde se le puede escuchar tocando la guitarra, el teclado y, en algún tema, la batería. Klinghoffer también fue miembro de la otra banda de Bob Forrest, Thelonious Monster, durante un breve periodo de tiempo.
Josh es ante todo conocido por su trabajo con su amigo John Frusciante. Josh, a los 17, conoció a John precisamente durante la grabación del álbum de The Bicycle Thief You Come And Go Like A Pop Song.Frusciante estaba considerando unirse a Thelonius Monster, hasta que Flea le llamó para unirse a los Chili Peppers. No obstante, Bob Forrest contactó con Frusciante para que tocara la guitarra en uno de los temas ("Cereal Song") del disco de The Bicycle Thief. John y Josh siguieron en contacto y tocaron juntos en un concierto meses después. En 2000 The Bicycle Thief estuvo de gira por Estados Unidos acompañando a los Red Hot Chili Peppers.
Klinghoffer ha contribuido regularmente en los álbumes en solitario de John Frusciante, como The Will to Death (2004), y tiene incluso un álbum conjunto con John llamado A Sphere in the Heart of Silence (2004), que es posiblemente la pieza más famosa de Josh hasta la fecha. Poco después Josh y John grabaron juntos dos discos con la banda Ataxia, Automatic Writing y AW II, tras dos semanas de sesiones de estudio.

### Red Hot Chili Peppers
En 2007, Klinghoffer se unió a los Red Hot Chili Peppers para la última parte de la gira de su álbum Stadium Arcadium como miembro adicional de la banda. Su función principal era tocar la guitarra en aquellas canciones que en su versión de estudio se grabaron con varios bucles de guitarra de John Frusciante, y que no podían reproducirse en directo respetando la versión original sin una guitarra adicional. Además de la guitarra, también participó tocando el teclado, percusiones y el sintetizador, y en alguna ocasión se le pudo escuchar cantando algunos coros [por ejemplo, en el tema "So Much I" (en el Stadion Slaski , Worsow , Polonia")].
En 2008 Klinghoffer fundó la banda Dot Hacker junto a Jonathan Hischke, Clint Walsh y Eric Gardner, y a las sesiones de estudio le siguió una pequeña gira de conciertos por algunos clubes de Los Ángeles durante 2009 y 2010. Hasta el momento han lanzado un par de canciones que se pueden descargar desde su página web. Josh se vinculó de nuevo con John Frusciante para agregar sus habilidades en el disco en solitario de John titulado The Empyrean (2009).
El 8 de mayo de 2009 Klinghoffer, Anthony Kiedis, Flea, Chad Smith, Ron Wood e Ivan Neville tocaron bajo el nombre de The Insects en un evento MusiCares que homenajeaba a Kiedis. En octubre de ese mismo año, los Red Hot Chili Peppers, menos John Frusciante, dieron por finalizado su hiato de dos años e invitaron a Klinghoffer al estudio para comenzar a trabajar en su décimo álbum. En diciembre Frusciante anunció que dejaba la banda, pero no hubo ningún anuncio oficial de cuál sería su sustituto, aunque muchos, incluido Dave Navarro (exguitarrista de los Chili Peppers), apostaban por Josh. El 29 de enero de 2010 las dudas se despejaron cuando los Red Hot Chili Peppers se presentaron en el evento MusiCares Person Of The Year: Neil Young en Los Angeles Convention Center, Los Ángeles, Estados Unidos, que rendía homenaje a Neil Young. Con Josh Klinghoffer a la guitarra, tocaron una versión del tema de Neil Young "A Man Needs A Maid". Tuvieron que pasar unas semanas hasta que finalmente Klinghoffer fue anunciado como el reemplazo permanente de John Frusciante en los Chili Peppers.
En mayo de 2010, Josh y Flea tocaron el himno nacional de los Estados Unidos en la cancha de Los Angeles Lakers en un partido de playoffs de la NBA, y repitieron un mes después en un partido de béisbol en el Dodger Stadium de Los Ángeles.
Tras once meses de ensayos y composiciones, el 13 de septiembre de 2010 los Chili Peppers comenzaron a grabar en el estudio su décimo álbum. De acuerdo con el baterista Chad Smith, Klinghoffer también participaría en las voces, la composición y tocando el teclado en el nuevo álbum llamado I'm with You, lanzado el 29 de agosto de 2011.
Luego de casi cinco años sin nuevas canciones, Red Hot Chili Peppers lanzaron su undécimo álbum de estudio titulado The Getaway el 17 de junio de 2016, nuevamente con Klinghoffer en la guitarra.
En la red social Instagram la banda anuncia a final de año del 2019 que Klinghoffer deja la banda en reemplazo de John Frusciante quien vuelve nuevamente a la formación

### Pearl Jam
Klinghoffer empezó a tocar con Pearl Jam como músico multinstrumentista de directo en el Sea.Hear.Now Festival el 18 de septiembre de 2021.
Su rol principal sería dar soporte a la banda en la gira de presentación de su álbum Gigaton, planeada inicialmente para 2020 pero que se tuvo que posponer debido a la pandemia del COVID 19. También participó en la grabación del disco de Eddie Vedder en solitario, Earthling, y como miembro de la banda de apoyo de Eddie Vedder para la presentación de dicho disco, The Earthlings, en el Ohana Festival en Dana Point, CA, girando con ellos en febrero de 2022.
Debido al positivo por COVID19 del batería principal de la banda, Matt Cameron, Klinghoffer lo sustituyó en varios conciertos de la gira de Gigaton, durante el mes de mayo de 2022, alternando esta tarea con otros baterías como Richard Stuverud o el propio Dave Krusen, primer batería que tuvo la banda y que no tocaba con ellos desde 1991.

## Estilo musical
Entre sus géneros se pueden nombrar:
rock alternativo, avant-garde, rock experimental, electrónica, lo-fi, funk e indie.

## Colaboraciones en giras de conciertos
Josh Klinghoffer ha tocado en numerosos conciertos colaborando con otras bandas y artistas:
- Vincent Gallo (guitarra, bajo, piano, 2001)
- Butthole Surfers (guitarra, 2001)
- Beck (guitarra, 2003)
- Golden Shoulders (bajo, 2003)
- PJ Harvey (guitarra, 2004)
- Sparks (guitarra, 2006)
- Gnarls Barkley (guitarra, sintetizador, 2006–2008)
- Red Hot Chili Peppers (guitarra, voz, percusión, sintetizador, 2007)
- Warpaint (batería, guitarra, 2008)
- Red Hot Chili Peppers (guitarra, voz, bajo, teclado, 2010-2019)
- Pearl Jam (guitarra, voz, sintetizador, 2019-actualidad)

## Discografía
- The Bicycle Thief - You Come and Go Like a Pop Song (1999)
- Perry Farrell - Song Yet To Be Sung (2001)
- Tricky - Blowback (2001)
- Golden Shoulders - Let My Burden Be (2002)
- John Frusciante - Shadows Collide With People (2004)
- John Frusciante - The Will to Death (2004)
- Golden Shoulders - Friendship Is Deep (2004)
- Ataxia - Automatic Writing (2004)
- John Frusciante - Inside of Emptiness (2004)
- John Frusciante & Josh Klinghoffer - A Sphere In The Heart Of Silence (2004)
- PJ Harvey - Itunes Originals (2004)
- Thelonious Monster - California Clam Chowder (2004)
- Gemma Hayes - The Roads Don't Love You (2005)
- The Format - Dog Problems (2006)
- Bob Forrest - Modern Folk and Blues: Wednesday (2006)
- PJ Harvey - The Peel Sessions 1991 - 2004 (2006)
- Spleen - Nun Lover! (2007)
- The Diary of IC Explura - A Loveletter to the Transformer, Pt. 1 (2007)
- Charlotte Hatherley - The Deep Blue (2007)
- Golden Shoulders - Friendship Is Deep (Reissue) (2007)
- Ataxia - AW II (2007)
- Neon Neon - Stainless Style (2008)
- Gnarls Barkley - The Odd Couple (2008)
- Martina Topley-Bird - The Blue God (2008)
- Pocahaunted - Chains (2008)
- Headless Heroes - The Silence of Love (2008)
- John Frusciante - The Empyrean (2009)
- Warpaint - Exquisite Corpse (Manimal Vinyl 2009)
- Golden Shoulders - Get Reasonable (2009)
- Red Hot Chili Peppers - I'm with You (2011)
- Dot Hacker - Inhibition (2011/2012)
- Dot Hacker - How's Your Process? (Work) (2014)
- Dot Hacker - How's Your Process? (Play) (2014)
- Red Hot Chili Peppers - The Getaway (2016)
- Dot Hacker - Nº3 (2017)
- Pluralone - To Be One With You (2019)
- Pluralone - I Don't Feel Well (2020)
- Pluralone - This is the Show (2022)
- Pluralone - Under the Banner of Heaven (Original FX Limited Series Soundtrack) (2022)